# Mitch Pileggi
Mitchell Craig Pileggi, conocido como Mitch Pileggi (5 de abril de 1952), es un actor estadounidense.
Nativo de Oregón, Pileggi empezó su carrera con pequeños roles en películas de categoría B, y en apariciones de invitado en series de tv como Dallas, Walker Texas Ranger y China Beach.
Después de su presentación como el director Adjunto Walter Skinner en un capítulo de la primera temporada de The X-Files en 1994, Pileggi fue requerido de nuevo para varios episodios de la segunda temporada. El personaje gradualmente se convirtió en el más importante después de los dos protagonistas, y permaneció en el programa hasta su final en el 2002.
El reciente trabajo de Pileggi incluye un papel en el programa Tarzán y ahora trabaja con Barbara Hershey y Oliver Hudson en The Mountain. En 2005, empezó un papel invitado recurrente como el coronel Steven Caldwell en la segunda temporada de la serie Stargate Atlantis. Desde 2008 aparece en Sons of Anarchy. También apareció de invitado en un capítulo de la serie Nip/Tuck, así como en la serie Supernatural, en la temporada 5, rodada en 2009, y en la temporada 6 volvió a reaparecer.
Pileggi también ha realizado actuación de voz, por ejemplo en el videojuego Planescape: Torment. Otro ejemplo es el papel del comisionado James Gordon en el nuevo programa de WB Kids The Batman. También ha sido anfitrión de los controvertidos especiales de FOX Rompiendo el Código del Mago y Teoría de Conspiración: Aterrizamos en la Luna?. Condujo En busca de....

## Películas
| Año  | Título                              | Personaje                               | Notas                                                                  |
| ---- | ----------------------------------- | --------------------------------------- | ---------------------------------------------------------------------- |
| 2010 | Woodshop                            | Miller                                  | junto a Jeffry Sherman Nixon                                           |
| 2008 | Destellos de genio                  | Macklin Tyler                           | junto a Greg Kinnear, Dermot Mulroney & Lauren Graham                  |
| 2008 | The X Files: I Want to Believe      | Walter Skinner                          | junto a David Duchovny, Gillian Anderson, Amanda Peet & Billy Connolly |
| 2007 | Man in the Chair                    | Floyd                                   | junto a Christopher Plummer & Michael Angarano                         |
| 2000 | Takedown                            | Bruce Koball                            | junto a Amanda Peet                                                    |
| 2000 | Gun Shy                             | Dexter Helvenshaw                       | junto a Liam Neeson, Sandra Bullock & Oliver Platt                     |
| 1998 | Expediente X                        | Assistant Director Walter Skinner       | junto a David Duchovny &Gillian Anderson                               |
| 1995 | Un vampiro suelto en Brooklyn       | Tony el asesino a sueldo                | junto a Eddie Murphy                                                   |
| 1994 | Es Pat                              | Guardia de seguridad en el concierto #2 | junto a Charles Rocket                                                 |
| 1994 | Corazón de amante, manos de asesino | Vince                                   | junto a Lou Diamond Phillips                                           |
| 1992 | Basic Instinct                      | Internal Affairs Investigator           | junto a Michael Douglas & Sharon Stone                                 |
| 1991 | Guilty as Charged                   | Dominique                               | junto a Heather Graham                                                 |
| 1989 | Shocker, 100.000 voltios de terror  | Horace Pinker                           | junto a Peter Berg                                                     |
| 1988 | Brothers in Arms                    | Caleb                                   | junto a Todd Allen                                                     |
| 1988 | La divertida noche de los zombies   | Sarge                                   | junto a John Cusack, David Morse, Jeffrey Dean Morgan & Ken Watanabe   |
| 1987 | Yo soy la justicia II               | Cannery Lab Foreman                     | junto a Danny Trejo                                                    |
| 1987 | Three O'Clock High                  | Duke Herman                             | junto a Richard Tyson                                                  |
| 1984 | Río abajo                           | Stephens                                | junto a David Carradine                                                |
| 1982 | Colmillos asesinos                  | Woody                                   | junto a Aldo Ray                                                       |

## Televisión
| Año       | Título                            | Personaje                           | Notas |
| --------- | --------------------------------- | ----------------------------------- | --- |
| 2021—2024 | Walker                            | Bonham Walker                       | Elenco principal |
| 2012      | The Finder                        | Eddie Ross                          | 1 episodio: «Bullets» |
| 2012–2014 | Dallas                            | Harris Ryland                       | Series regular |
| 2011      | Leverage                          | Colin Saunders                      | 1 episodio: «The Hot Potato Job» |
| 2010-2011 | Supernatural                      | Samuel Campbell                     | 7 episodios |
| 2010      | Human Target                      | Leonard Kreese                      | 1 episodio: «Lockdown» |
| 2010      | Castle                            | Hans Brauer                         | 1 episodio: «A Deadly Game» |
| 2009-2010 | Medium                            | Dan Burroughs                       | 4 episodios |
| 2009      | In Plain Sight                    | Al Dennison                         | 1 episodio: «Rubble with a Cause» |
| 2008-2013 | Sons of Anarchy                   | Ernest Darby                        | 14 episodios |
| 2008      | Brothers & Sisters                | Browne Carter                       | 3 episodios |
| 2008      | Mentes criminales                 | Norman Hill                         | 1 episodio: «Normal» |
| 2008—2011 | Supernatural                      | Samuel Campbell/Azazel/shapeshifter | Elenco recurrente, serie de TV (8 episodios)                                                                                             |
| 2007-2010 | Grey's Anatomy                    | Larry Jennings                      | 9 episodios |
| 2007      | Cold Case                         | Mitch Hathaway                      | 1 episodio: «Offender» |
| 2007      | Boston Legal                      | U.S. Attorney Mark Freestone        | 1 episodio: «Guantanamo by the Bay» |
| 2007      | Reaper                            | Detective Dan Stafford              | 1 episodio: «The Cop» |
| 2006-2007 | Day Break                         | Detective Spivak                    | Series regular, 12 episodios |
| 2006      | CSI: Crime Scene Investigation    | Happy Harry Desmond                 | 1 episodio: «Daddy's Little Girl» |
| 2005-2009 | Stargate Atlantis                 | Colonel Steven Caldwell             | 22 episodios |
| 2005-2007 | The Batman                        | Commissioner James Gordon           | Series regular, 13 episodios |
| 2005      | Eyes                              | Robert Sutherland                   | 1 episodio: «Whereabouts» |
| 2005      | The West Wing                     | Senator Dresden                     | 1 episodio: «Mr. Frost» |
| 2005      | Nip/Tuck                          | Dr. Russell Marcus                  | 1 episodio: «Sal Perri» |
| 2004-2005 | The Mountain                      | Colin Dowling                       | 13 episodios |
| 2003-2005 | Law & Order: Special Victims Unit | DEA Agent Jack Hammond              | 2 episodios |
| 2003      | Tarzan                            | Richard Clayton                     | Series regular, 9 episodios |
| 2002      | Dharma & Greg                     | Himself                             | 1 episodio: «The Tooth Is Out There» |
| 2002      | Birds of Prey                     | Al Hawke                            | 1 episodio: «Nature of the Beast» |
| 2001      | The Lone Gunmen                   | Walter Skinner                      | 2 episodios |
| 2000      | ER                                | Terry Waters                        | 1 episodio: «Viable Options» |
| 2000      | Batman Beyond                     | Dr. Stanton                         | 1 episodio: «Payback» |
| 1999      | That '70s Show                    | Bull                                | 1 episodio: «The Good Son» |
| 1998      | Walker, Texas Ranger              | Paul Grady                          | 1 episodio: «Money Talks» |
| 1998      | Marabunta                         | Sheriff                             | Telefilm |
| 1997      | Players                           | Jake Morgan                         | 1 episodio: «Contact Sport» |
| 1995      | Pointman                          | Benny Dirkson                       | 1 episodio: «My Momma's Back» |
| 1995      | Models Inc.                       | The Hit Man                         | 1 episodio: «Sometimes a Great Commotion»                                                                                                |
| 1994-2018 | The X-Files                       | Walter Skinner                      | Serie regular, 81 episodios Nominado: Screen Actors Guild Award for Outstanding Performance by an Ensemble in a Drama Series (1997-1999) |
| 1992      | Get a Life                        | Nax                                 | 1 episodio: «Chris' Brain Starts Working»                                                                                                |
| 1992      | Roc                               | White Officer                       | 1 episodio: «Roc Works for Joey» |
| 1998      | Knight Rider 2000                 | Thomas Watts                        | Película para la televisión |
| 1991      | Paradise                          | Rafe                                | 1 episodio: «The Valley of Death» |
| 1991      | The Antagonists                   | Detective Haley                     | 1 episodio: «Full Disclosure» |
| 1991      | Drexell's Class                   | Ex-Boyfriend                        | 1 episodio: «Bully for Otis» |
| 1990      | Mancuso, FBI                      | Prisoner                            | 1 episodio: «Death and Taxes» |
| 1990      | Hunter                            | Chuck Danko                         | 1 episodio: «The Incident» |
| 1990      | Doctor Doctor                     | Entrenador                          | 1 episodio: «Ice Follies» |
| 1989      | Dragnet                           | Bridgewater Hamilton                | 1 episodio: «Where's Sadie?» |
| 1989      | Alien Nation                      | John Paul Sartre                    | 1 episodio: «The Night of the Screams»                                                                                                   |
| 1989      | China Beach                       | E.O.D. Sergeant                     | 1 episodio: «With a Little Help from My Friends»                                                                                         |
| 1989      | Falcon Crest                      | Eddie                               | 1 episodio: «God of the Grape» |
| 1987      | Falcon Crest                      | Saunder's Henchman #2               | 2 episodios |
| 1987      | Downtown                          | Nick                                | 1 episodio: «1.13» |
| 1987      | Hooperman                         | Large Biker                         | 1 episodio: «Baby Talk» |
| 1987      | Ohara                             | Webster                             | 1 episodio: «Hot Rocks» |
| 1985      | The A-Team                        | Paul Winkle                         | 1 episodio: «The Road to Hope» |
| 1984      | The Sky's No Limit                | Jerry Morrow                        | Película para la televisión |
| 1983-1990 | Dallas                            | Morrisey                            | 4 episodios |